# Viadukt
Viadúkt (iz latinščine via=pot + ducere=voditi) je  konstrukcija, ki premošča praviloma suhe doline. Ima podobno funkcijo kot most, le da je pod mostom tekoča ali mirujoča voda (reka, morje, jezero), pod viaduktom pa običajno ne. 

## Zgodovina
Že v antiki so se pojavili viadukti in to kot akvadukti, po katerih so predvsem Rimljani dovajali vodo v mesta. Najdaljši viadukt v antiki je bil morda Serme Pont čez široko barje v južni Franciji. S pojavom železnice leta 1830 so postali tovrstni objekti čedalje pogostejši, saj je to zahteval potek proge in nezmožnost železnice premagovanja večjih vzponov. Poleg tega so bili pogosti v velikih mestih kot izvennivojska križanja z bolj prometnimi cestami, da ni prihajalo do zastojev zaradi čakanja pred zapornicami. Prvi viadukti so bili v glavnem sestavljeni iz ločnih konstrukcij, pogosto opečnih, predvsem pa kamnitih. 
Z napredkom v gradbeništvu in iznajdbo betona in armiranega betona, predvsem pa z izgradnjo novih cest zaradi povečanega prometa (posebej tovornega), so se na mestu starih prehodov cest preko dolin z manjšimi mostovi, gradile visoko zmogljive ceste in avtoceste, za večje hitrosti, kar je zahtevalo tudi manjše vzdolžne nagibe. Tako se je pojavila potreba po izgradnji viaduktov preko dolin, pa tudi preko drugih komunikacij (razcepi cest in železnic).

## Tipi in materiali

### Kamniti viadukti
- Ravennabrücke v dolini Höllental (Schwarzwald) je 58 m visok in 225 metrov dolg. Razpetina osmih lokov je manj kot 20 m. Železniški viadukt je bil zgrajen leta 1927/28.
- Ruhr-Viadukt v naselju Herdecke je približno 30 m visok.
- Ruhr-Viadukt v naselju Witten je okoli 800 m dolg.
- Altenbekener viadukt je bil odprt že leta 1853.
- Viadukt Burtscheider 1838-1840 je enen izmed najstarejših železniških mostov še vedno v uporabi v Nemčiji.
- Desenzano viadukt v Veroni je ena posebna zgodba in ima višino 60 m.
- Viadukt El Puente Nuevo v Rondi, Španija, 120 metrov visok.
- Viadukt Lockwood v Angliji ima zelo vitke stebre z razmerjem z višino 1/30.
- Viadukt čez reko Elster na Saškem ima dve nadstropji in je visok 69,75 m.
- Viadukt Chaumont ima tri nadstropja in ima višino 50 m.
- Viadukt čez Göltzschtal v Reichenbach v Vogtlandu na Saškem je bil štirinadstropen, z višino 80,37 m je bil najvišji železniški most na svetu in še vedno velja za največji most opeke.
- Nekateri viadukti na progi čez prelaz Semmering imajo horizontalno in vertikalno ukrivljenost.
- Viadukt Boleslawiec na Poljskem čez  reko Bober je 450 metrov dolg in je bil zgrajen od leta 1844 do 1846.
- Solkanski most čez Sočo na Bohinjski progi z razponom 85 m je največji doslej zgrajen kamniti lok na svetu.
- Železniški viadukt Bietigheimer, zgrajen leta 1851-1853 (Karl Etzel), višina približno 30 m, 287 m razpona in ima 21 lokov.
- Lorzentobelbrücke v kantonu Zug (Švica) je bil zgrajen leta 1910 kot lok. Ima dolžino 187 in višino največ 58 metrov.
- Mestna železnica v Berlinu leži na več kot 8 km dolgem kamnitem viaduktu in je bila zgrajena med letoma 1875 in 1882. Viadukt je najdaljši gradbeni spomenik v Nemčiji.
- Luksemburški viadukt Pulvermühle je bil odprt 1862.
- Castielertobel viadukt na železniški progi Arosabahn (1914-1942)

### Jekleni viadukti
Jekleni viadukti imajo običajno kamnite stebre in jeklene ali železne nosilne prekladne konstrukcije. Taki so:   
- Znojemský viadukt na Češkem,  Crumlinviadukt v Newport v Južnem Walesu,  Saaneviadukt v  Freibourg, Sitterviadukt v St.Gallen, viadukti v železniški progi v Baufseau  d'Ahun čez reko Cere, viadukt čez reko Gravine pri Castellanetta,  Pfrimmtalviadukt pri Marnheim v Pfalz.
- Enotirna železniška proga Erfurt-Ilmenau prečka  dolino pri Angelrodu z viaduktom iz litega železa.
- Firth of Tay most na Škotskem
- "Kentucky" visoki most, južni Cincinnati, zdaj Južni Norfolk.
- Portage Viadukt na železnici Erie, ki je bil zgrajen čez reko Genesee na mestu pogorelega lesenega viadukta v 86 dneh.
- Müngstener most med Remscheid in Solingenom
- Viadukt čez dolino Aqua de Varrugas v bližini Lime v Peruju s stebri višine 76,8 m.
- Mojstrsko oblikovani viadukti Kübelbach-, Ettenbach- in Stockerbachviadukt na progi Gäubahn-Eutingen-Freudenstadt in Sitterviadukt vsi na švicarski jugovzhodni železnici v kantonu St. Gallen s svojo markantno polparabolično obliko, je z 99 m najvišji železniški most v Švici.
- Viadukt Millau nad dolino reke Tarn
- Castielertobel viadukt v Schanfiggu (do 1942)

### Leseni viadukti
Leseni viadukti so manj pomembni in so bili običajno le začasna rešitev, saj so jih lahko  iskre parne lokomotive požgale. Vendar pa so bili hitro zgrajeni in bili so poceni. Zgodovinski primeri, ki so preživeli, so viadukti čez reko Genesee pri kraju Portage v Združenih državah na 57,4 metrov visokih lesenih stebrih in viadukti čez reko Msta v Rusiji s 21,34 m visokimi lesenimi stebri na kamnu.

### Viadukti iz armiranega in prednapetega betona
- Železniški viadukt Langwieser leži v naselju Beckenried v Švici.
- Neckartalviadukt blizu Reutlingena (Baden-Württemberg)
- Viadukt v Schengnu, na avtocesti  A 8 čez Mosello med krajema Schengen in Perl
- Mozelviadukt za francosko hitro železnico LGV Est européenne Pariz-Strasbourg čez Moselle pri kraju Vandières
- Viadukt Millau nad dolino reke Tarn v Franciji je najvišji avtocesti most na svetu.
- Langwieser viadukt in Gründjitobel viadukt pri kraju Langwies sta bila ob odprtju leta 1914 največja železniška mostova iz armiranega betona na svetu

### Krožni  viadukt
Posebna oblika viadukta je krog ali krožni viadukt. To je problematika višinske razlike na omejenem prostoru, podobno kot krožni predor. Slavni krožni viadukt je mogoče najti na Berninski železniški progi v kraju Brusio.

### Pobočni viadukti
Pobočni viadukt je predvsem oblikovan vzporedno gorskemu pobočju na katerem je zgrajena prometnica. Znan pobočni viadukt v Nemčiji  dolg 786 m in se nahaja pri kraju  Pünderich in poteka ob reki Moseli.

## Znani slovenski viadukti
- Viadukt Borovnica: med II. svetovno vojno porušen (železniški)
- Štampetov most  (železniški)
- Jelenov most/viadukt (železniški)
- Viadukt Črni Kal, Slovenija
- Železniški viadukt Vinjan in Železniški viadukt Gabrovica (2023 v gradnji)
- Solkanski most (železniški)
- Pesniški viadukt in Viadukt Pesnica (novi) (železniški)
- Viadukt Višnja Gora
- Viadukt Verd
- Viadukt Peračica
- Viadukt Lešnica
- Viadukt Završnica
- Viadukt Ravbarkomanda
- Viadukt Unec
- viadukta Škedenj I in Škedenj II
- viadukt Slatina
- viadukt Preloge
- Viadukt Vrhole
- viadukt Šentilj
- viadukt Reber
- viadukt Dekani/Lama
- Viadukt v Mlinču